# Where Have You Been
"Where Have You Been" là một bài hát của nghệ sĩ thu âm người Barbados Rihanna nằm trong album phòng thu thứ sáu của cô, Talk That Talk (2011). Nó được phát hành như là đĩa đơn thứ năm trích từ album ở Hoa Kỳ và thứ ba trên toàn cầu vào ngày 8 tháng 5 năm 2012 bởi Def Jam Recordings và SRP Music Group. Bài hát được đồng viết lời bởi Ester Dean, cộng tác viên quen thuộc xuyên suốt sự nghiệp của nữ ca sĩ, với những nhà sản xuất nó Dr. Luke, Cirkut và Calvin Harris, bên cạnh sự tham gia đồng sản xuất của Kuk Harrell cũng như tham chiếu phần lời từ bài hát năm 1959 của Geoff Mack "I've Been Everywhere", được sáng tác bởi chính ông. "Where Have You Been" là một bản dance-pop, techno và electro house chịu nhiều ảnh hưởng từ nhiều thể loại âm nhạc khác nhau như R&B, hip hop, house và trance mang nội dung đề cập đến mong muốn và ước nguyện của một người phụ nữ trong việc tìm kiếm một người đàn ông có thể thỏa mãn và khiến cô hài lòng ở mọi phương diện trong tình yêu.
Sau khi phát hành, "Where Have You Been" nhận được những phản ứng tích cực từ các nhà phê bình âm nhạc, trong đó họ liên tưởng đến đĩa đơn đầu tiên từ Talk That Talk là "We Found Love" vốn cũng được sản xuất bởi Harris và đĩa đơn năm 2007 của Rihanna "Don't Stop the Music". Ngoài ra, bài hát còn gặt hái nhiều giải thưởng và đề cử tại những lễ trao giải lớn, bao gồm một đề cử giải Grammy cho Trình diễn đơn ca pop xuất sắc nhất tại lễ trao giải thường niên lần thứ 55. Nó cũng tiếp nhận những thành công lớn về mặt thương mại với việc lọt vào top 10 ở nhiều quốc gia trên thế giới, bao gồm những thị trường lớn như Úc, Bỉ, Canada, Đan Mạch, Pháp, Hungary, Ireland, New Zealand, Na Uy và Vương quốc Anh. Tại Hoa Kỳ, "Where Have You Been" đạt vị trí thứ năm trên bảng xếp hạng Billboard Hot 100, trở thành đĩa đơn thứ 22 của Rihanna vươn đến top 10 tại đây. Tính đến nay, nó đã bán được hơn 6 triệu bản trên toàn cầu, trở thành một trong những đĩa đơn bán chạy nhất mọi thời đại.
Video ca nhạc cho "Where Have You Been" được đạo diễn bởi Dave Meyers, trong đó bao gồm những cảnh Rihanna xuất hiện dưới nhiều bộ trang phục và địa điểm khác nhau nhằm tìm kiếm người đàn ông lý tưởng cho bản thân, tương tự như nội dung lời bài hát. Nó đã phá vỡ kỷ lục lúc bấy giờ về lượng người xem trong ngày đầu phát hành trên Vevo với 4.93 triệu lượt, đồng thời nhận được một đề cử tại giải thưởng âm nhạc NRJ năm 2013 cho Video của năm và hai đề cử tại giải Video âm nhạc của MTV năm 2012 cho Video có vũ đạo xuất sắc nhất và Kĩ xảo xuất sắc nhất. Để quảng bá bài hát, nữ ca sĩ đã trình diễn "Where Have You Been" trên nhiều chương trình truyền hình và lễ trao giải lớn, bao gồm American Idol, Saturday Night Live và Lễ hội âm nhạc và nghệ thuật Thung lũng Coachella năm 2012, cũng như trong nhiều chuyến lưu diễn của cô. Kể từ khi phát hành, nó đã được hát lại và sử dụng làm nhạc mẫu bởi nhiều nghệ sĩ, như Samantha Jade, Stooshe và Cimorelli.

## Danh sách bài hát
| - Tải kĩ thuật số 1. "Where Have You Been" — 4:03 - Tải kĩ thuật số – The Calvin Harris phối mở rộng 1. "Where Have You Been" (The Calvin Harris phối mở rộng) — 6:01 - Đĩa CD tại châu Âu 1. "Where Have You Been" (bản album) — 4:02 2. "Where Have You Been" (Hector Fonseca radio chỉnh sửa) — 3:57 | - EP phối lại ở Hoa Kỳ 1. "Where Have You Been" (Hardwell Club phối) — 6:34 2. "Where Have You Been" (Hardwell không lời) — 6:34 3. "Where Have You Been" (Papercha$er phối lại) — 6:35 4. "Where Have You Been" (Papercha$er không lời) — 6:34 5. "Where Have You Been" (Hector Fonseca radio chỉnh sửa) — 3:56 6. "Where Have You Been" (Hector Fonseca phối lại) — 8:00 7. "Where Have You Been" (Hector Fonseca Dub) — 6:38 8. "Where Have You Been" (Vice Club phối) — 5:35 9. "Where Have You Been" (Vice không lời) — 5:36 |

## Thành phần thực hiện
Thành phần thực hiện được trích từ ghi chú của Talk That Talk, Def Jam Recordings, SRP Records.
Thu âm
- Thu âm tại Eightysevenfourteen Studios, Los Angeles, California; Eyeknowasecret Studio, Brentwood, California.

Thành phần
- Giọng hát – Rihanna
- Viết lời – Ester Dean, Lukasz Gottwald, Calvin Harris, Henry Walter, Geoff Mack
- Sản xuất, nhạc cụ, lập trình  – Dr. Luke, Cirkut, Calvin Harris
- Kỹ sư và thu âm giọng hát – Kuk Harrell, Marcos Tovar
- Hỗ trợ thu âm giọng hát – Jennifer Rosales
- Kỹ sư – Aubry "Big Juice" Delaine, Clint Gibbs
- Phối khí – Serban Ghenea

## Xếp hạng
| Bảng xếp hạng (2012)                       | Vị trí cao nhất |
| ------------------------------------------ | --------------- |
| Úc (ARIA)                                  | 6               |
| Áo (Ö3 Austria Top 40)                     | 20              |
| Bỉ (Ultratop 50 Flanders)                  | 9               |
| Bỉ (Ultratop 50 Wallonia)                  | 6               |
| Brazil (Billboard Brasil Hot 100)          | 37              |
| Brazil (Billboard Brasil Hot Pop Songs)    | 1               |
| Canada (Canadian Hot 100)                  | 5               |
| Cộng hòa Séc (Rádio Top 100)               | 5               |
| Đan Mạch (Tracklisten)                     | 4               |
| Pháp (SNEP)                                | 2               |
| Đức (Official German Charts)               | 17              |
| Hy Lạp (IFPI Greece)                       | 5               |
| Hungary (Rádiós Top 40)                    | 2               |
| Ireland (IRMA)                             | 8               |
| Israel (Media Forest)                      | 2               |
| Nhật Bản (Japan Hot 100)                   | 21              |
| Mexico Top Inglés (Monitor Latino)         | 1               |
| Hà Lan (Dutch Top 40)                      | 12              |
| Hà Lan (Single Top 100)                    | 15              |
| New Zealand (Recorded Music NZ)            | 4               |
| Na Uy (VG-lista)                           | 8               |
| Bồ Đào Nha Nhạc số (Billboard)             | 4               |
| Scotland (OCC)                             | 4               |
| Slovakia (Rádio Top 100)                   | 16              |
| Hàn Quốc (Gaon International Singles)      | 24              |
| Tây Ban Nha (PROMUSICAE)                   | 16              |
| Thụy Điển (Sverigetopplistan)              | 27              |
| Thụy Sĩ (Schweizer Hitparade)              | 15              |
| Anh Quốc (OCC)                             | 6               |
| Hoa Kỳ Billboard Hot 100                   | 5               |
| Hoa Kỳ Adult Pop Airplay (Billboard)       | 20              |
| Hoa Kỳ Dance/Mix Show Airplay (Billboard)  | 1               |
| Hoa Kỳ Dance Club Songs (Billboard)        | 1               |
| Hoa Kỳ Hot R&B/Hip-Hop Songs (Billboard)   | 56              |
| Hoa Kỳ Latin Pop Songs (Billboard)         | 4               |
| Hoa Kỳ Pop Airplay (Billboard)             | 3               |
| Hoa Kỳ Rhythmic (Billboard)                | 1               |
| Venezuela Pop Rock General (Record Report) | 2               |

| Bảng xếp hạng (2012)                       | Vị trí |
| ------------------------------------------ | ------ |
| Australia (ARIA)                           | 53     |
| Australia Urban (ARIA)                     | 13     |
| Austria (Ö3 Austria Top 40)                | 32     |
| Belgium (Ultratop 50 Flanders)             | 39     |
| Belgium (Ultratop 50 Wallonia)             | 25     |
| Canada (Canadian Hot 100)                  | 26     |
| Denmark (Tracklisten)                      | 29     |
| France (SNEP)                              | 23     |
| Greece (IFPI Greece)                       | 41     |
| Hungary (Rádiós Top 40)                    | 28     |
| Hungary (Dance Top 40)                     | 33     |
| Ireland (IRMA)                             | 11     |
| Israel (Media Forest)                      | 6      |
| Netherlands (Dutch Top 40)                 | 48     |
| Netherlands (Single Top 100)               | 55     |
| New Zealand (Recorded Music NZ)            | 25     |
| Poland (ZPAV)                              | 9      |
| Spain (PROMUSICAE)                         | 47     |
| Sweden (Sverigetopplistan)                 | 51     |
| UK Singles (Official Charts Company)       | 32     |
| US Billboard Hot 100                       | 21     |
| US Hot Dance/Mix Show Airplay (Billboard)  | 2      |
| US Hot Dance Club Songs (Billboard)        | 5      |
| US Latin Pop Songs (Billboard)             | 33     |
| US Pop Songs (Billboard)                   | 16     |
| US Rhythmic Songs (Billboard)              | 9      |
| Venezuela Pop Rock General (Record Report) | 12     |

## Chứng nhận
| Quốc gia | Chứng nhận  | Số đơn vị/doanh số chứng nhận |
| --- | ----------- | ----------------------------- |
| Úc (ARIA) | 3× Bạch kim | 210.000^                      |
| Bỉ (BEA) | Vàng        | 15.000*                       |
| Đan Mạch (IFPI Đan Mạch) | Vàng        | 15.000^                       |
| Pháp (SNEP) | —           | 104,100                       |
| Đức (BVMI) | Vàng        | 250.000‡                      |
| Ý (FIMI) | Bạch kim    | 30.000*                       |
| México (AMPROFON) | Bạch kim    | 60.000*                       |
| New Zealand (RMNZ) | Bạch kim    | 15.000*                       |
| Thụy Điển (GLF) | 2× Bạch kim | 40.000‡                       |
| Anh Quốc (BPI) | Bạch kim    | 600.000‡                      |
| Hoa Kỳ (RIAA) | 4× Bạch kim | 4.000.000‡                    |
| Streaming |             |                               |
| Đan Mạch (IFPI Đan Mạch) | Bạch kim    | 1.800.000^                    |
| * Chứng nhận dựa theo doanh số tiêu thụ. ^ Chứng nhận dựa theo doanh số nhập hàng. ‡ Chứng nhận dựa theo doanh số tiêu thụ và phát trực tuyến. |             |                               |

## Lịch sử phát hành
| Quốc gia       | Ngày             | Đĩa đơn                    |
| -------------- | ---------------- | -------------------------- |
| Hoa Kỳ         | 8 tháng 5, 2012  | Mainstream radio           |
| Hoa Kỳ         | 11 tháng 5, 2012 | Tải kĩ thuật số (Phối lại) |
| Ý              | 21 tháng 5, 2012 | Tải kĩ thuật số (Phối lại) |
| Vương quốc Anh | 27 tháng 5, 2012 | Tải kĩ thuật số (Phối lại) |
| Đức            | 25 tháng 5, 2012 | CD EP phối lại             |
| Hoa Kỳ         | 28 tháng 5, 2012 | Adult contemporary radio   |
| Hoa Kỳ         | 19 tháng 6, 2012 | Calvin Harris phối mở rộng |